# Premios Emmy de Artes Creativas
Los Premios Emmy de Artes Creativas son una categoría de los Premios Emmy que se otorgan en reconocimiento a los logros técnicos y similares en la programación televisiva estadounidense. comúnmente se entregan al personal que trabaja detrás de las cámaras, como diseñadores de producción, decoradores de sets, editores de video, diseñadores de vestuario, directores de fotografía, directores de casting y editores de sonido.
La categoría de Artes Creativas incluye premios adicionales para programas animados sobresalientes, comerciales y actores invitados
Los primeros premios Emmy de Artes Creativas se celebraron en 1970 junto con los 22º Premios Emmy de Primetime, debido al creciente número de categorías en ese momento. Los premios de Artes Creativas de Primetime y de Día se entregan en ceremonias separadas de Artes Creativas durante el fin de semana previo a sus respectivas ceremonias principales de Primetime y Día. Los premios Emmy para Deportes se presentan en una única ceremonia, en la que se otorgan tanto los galardones principales como los de artes creativas.